# Гермилен
Гермилен — тип неорганического соединения германия с водородом, где германий имеет степень окисления +2, химическая формула GeH2. Поскольку он димеризуется и полимеризуется самопроизвольно, то он является смесью циклов из двухвалентных групп GeH2, гермилена-двухвалентного радикала, и полигермилена (GeH2)n.

## Свойства

### Физические
Твердый белый порошок.

### Химические
- легко окисляется (взрывоопасен)
- легко разлагается на германий и водород

## Получение
Получается гидрированием гермина (GeH)n

## Применение
Применяется для получения чистого германия; в органическом синтезе.